# ليزلي أيريس
ليزلي أيريس (بالإنجليزية: Leslie Ayres)‏ هو مهندس معماري أمريكي، ولد في 1906 في إنديانابوليس في الولايات المتحدة، وتوفي بنفس المكان في 6 سبتمبر 1952.